# Campeonato Brasiliense 2007
In 2007 werd het 49ste Campeonato Brasiliense gespeeld voor clubs uit het Federaal District, waartoe de hoofdstad Brasilia behoort. De competitie, ook wel Candangão genaamd, werd georganiseerd door de FBF en werd gespeeld van 21 januari tot 28 april.  Brasiliense werd kampioen.

## Eindstand
| Plaats | Club         | Wed. | W | G | V | Saldo | Ptn. |
| ------ | ------------ | ---- | - | - | - | ----- | ---- |
| 1.     | Brasiliense  | 14   | 9 | 4 | 1 | 32:16 | 31   |
| 2.     | Esportivo    | 14   | 6 | 5 | 3 | 20:17 | 23   |
| 3.     | Ceilândia    | 14   | 6 | 4 | 4 | 24:20 | 22   |
| 4.     | Gama         | 14   | 5 | 6 | 3 | 21:18 | 21   |
| 5.     | Unaí Itapuã  | 14   | 5 | 3 | 6 | 16:20 | 18   |
| 6.     | Dom Pedro II | 14   | 5 | 2 | 7 | 25:29 | 17   |
| 7.     | Paranoá      | 14   | 3 | 2 | 9 | 17:29 | 11   |
| 8.     | Luziânia     | 14   | 2 | 4 | 8 | 14:20 | 7    |

|  | Kampioen, geplaatst voor Copa do Brasil 2008       |
|  | Geplaatst voor Série C 2007 en Copa do Brasil 2008 |
|  | Geplaatst voor Série C 2007                        |
|  | Degradatie                                         |

### Kampioen
| Campeonato Brasiliense de 2007  |
| Federaal District               |
| ------------------------------- |
| BRASILIENSE Kampioen (4° titel) |